# メルセデス・ベンツ・W126
メルセデス・ベンツ・W126（Mercedes-Benz W126 ）は、ドイツの自動車メーカーであるメルセデス・ベンツ・グループがメルセデス・ベンツブランドで展開しているSクラスの2代目モデルである。W126はそのコードネーム。1979年から1991年まで製造・販売された。コードネームW116の「開発発展版」とも呼ばれ、内外装ともに似ている部分が多く存在する。
派生モデルとしてクーペタイプのSEC（C126）が登場している。なおロングボディ仕様には別途「V126」というコードネームがあるが、通常はそれも含め「W126」と呼ばれる。

## 概要
W126（以下、V126も含む）は、2代目Sクラスとして1979年9月のフランクフルト国際モーターショーで初公開された。初めは標準ホイールベースセダン（SE・SD）とロングホイールベースセダン（SEL・SDL）のみ発売されたが、1981年9月にはクーペタイプ（SEC）も発売された。新たな自動車工学の導入や安全性の向上、パワーシートなどの快適装備の導入など、メルセデス・ベンツのフラグシップに相応しい改良が行われた。特に上級モデルの500と560には以下の装備が搭載された。
- エアバッグ（運転席、ファイナルモデルのみ助手席にも採用）
- ホイールスピンを防止するTCS
- ABS（全グレードに標準装備）
- セルフレベリングサスペンション（560に標準装備）
- ハイドロニューマチック・サスペンション（全車オプション、先代モデルW116型「450SEL6.9」に採用されたものと同じ、日本仕様は選択不可）
- 灰皿

W126は全世界で89万2,123台（セダン81万8,063台、クーペ7万4,060台）が販売され、歴代Sクラスの中で最も販売台数の多いモデルとなった。日本での発売時期はバブル景気期にかかっているため、非常によく売れたモデルの一つであった。

## 特長

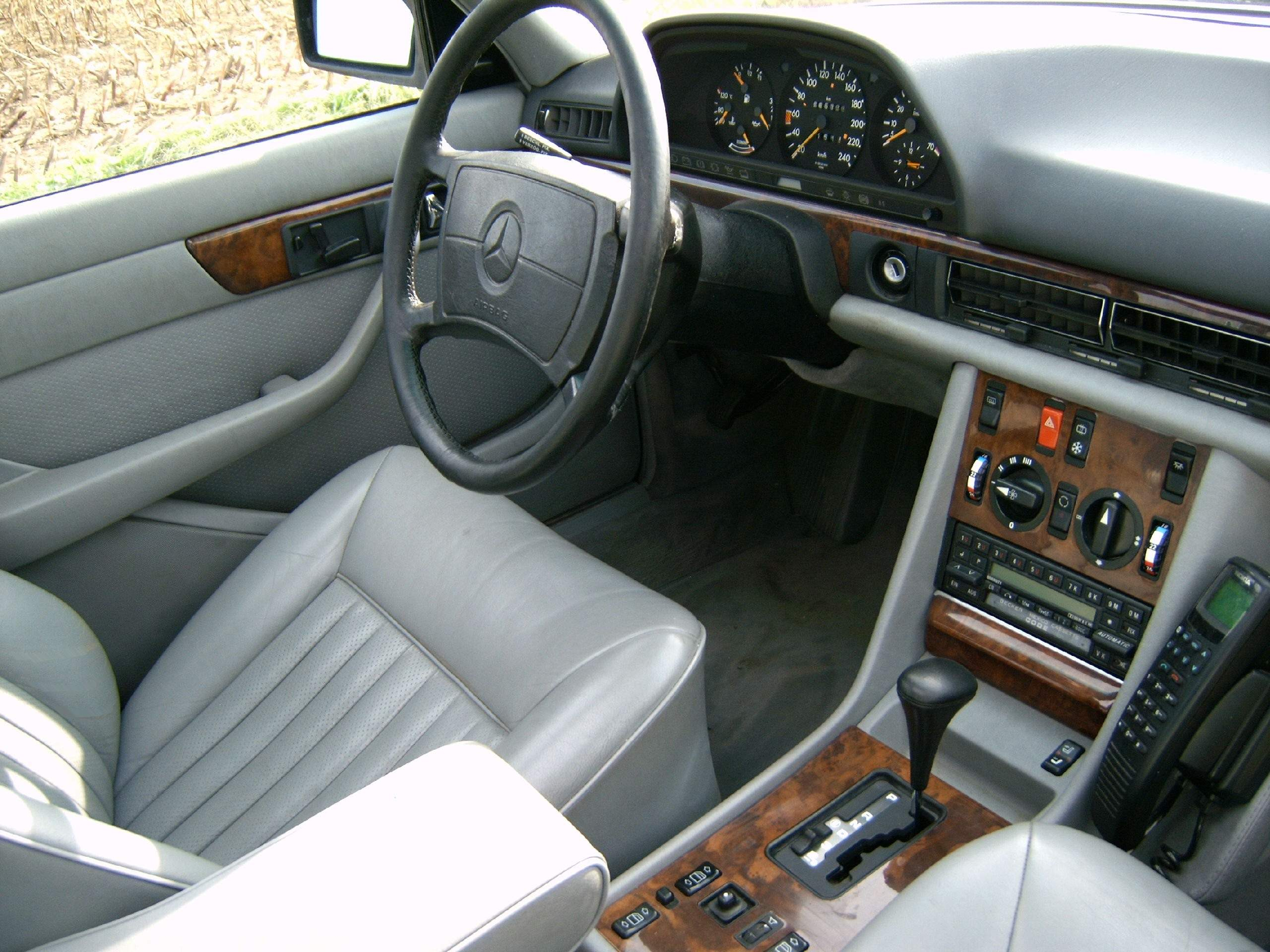
500SEL 運転席

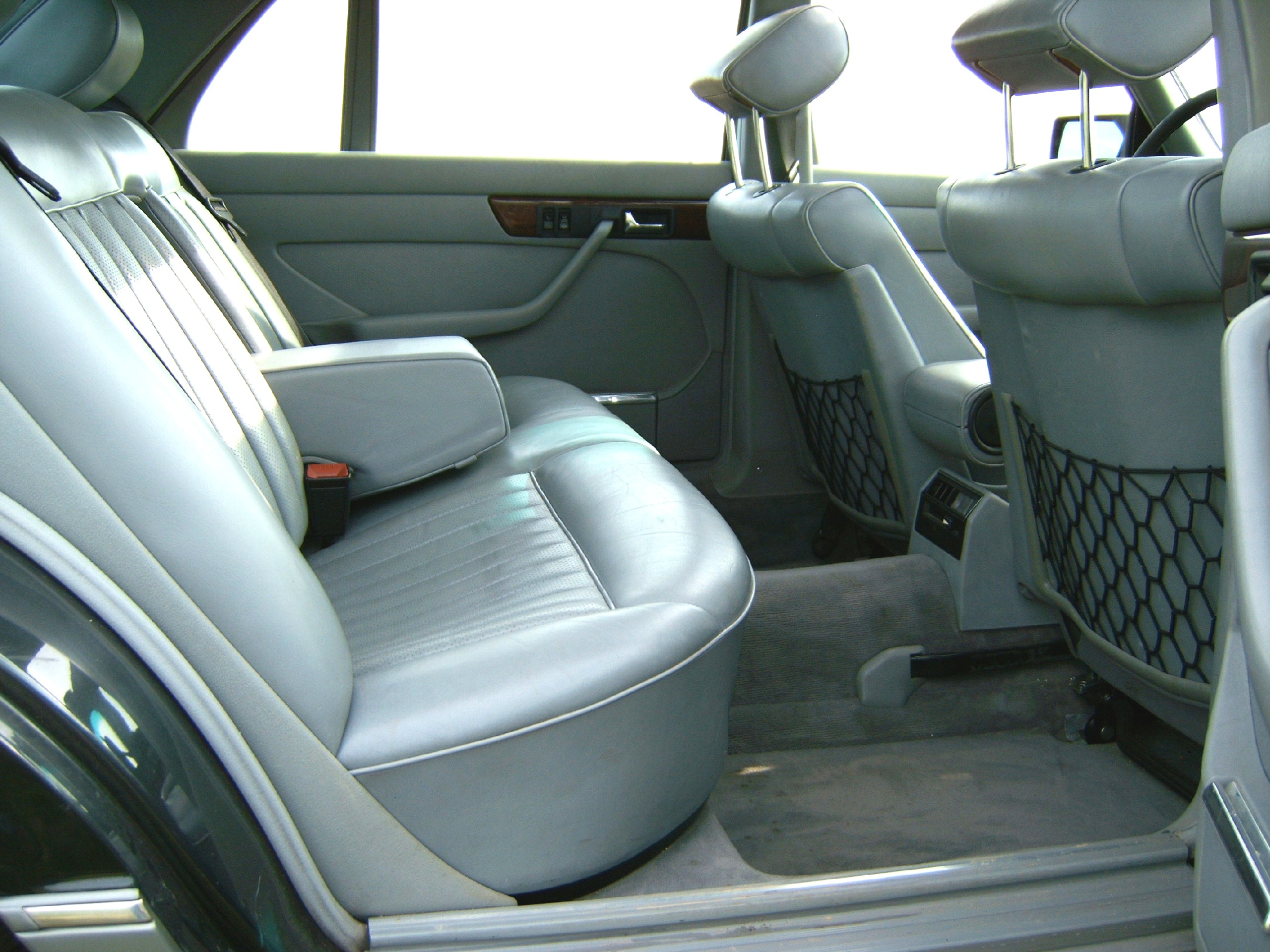
500SEL 後部座席

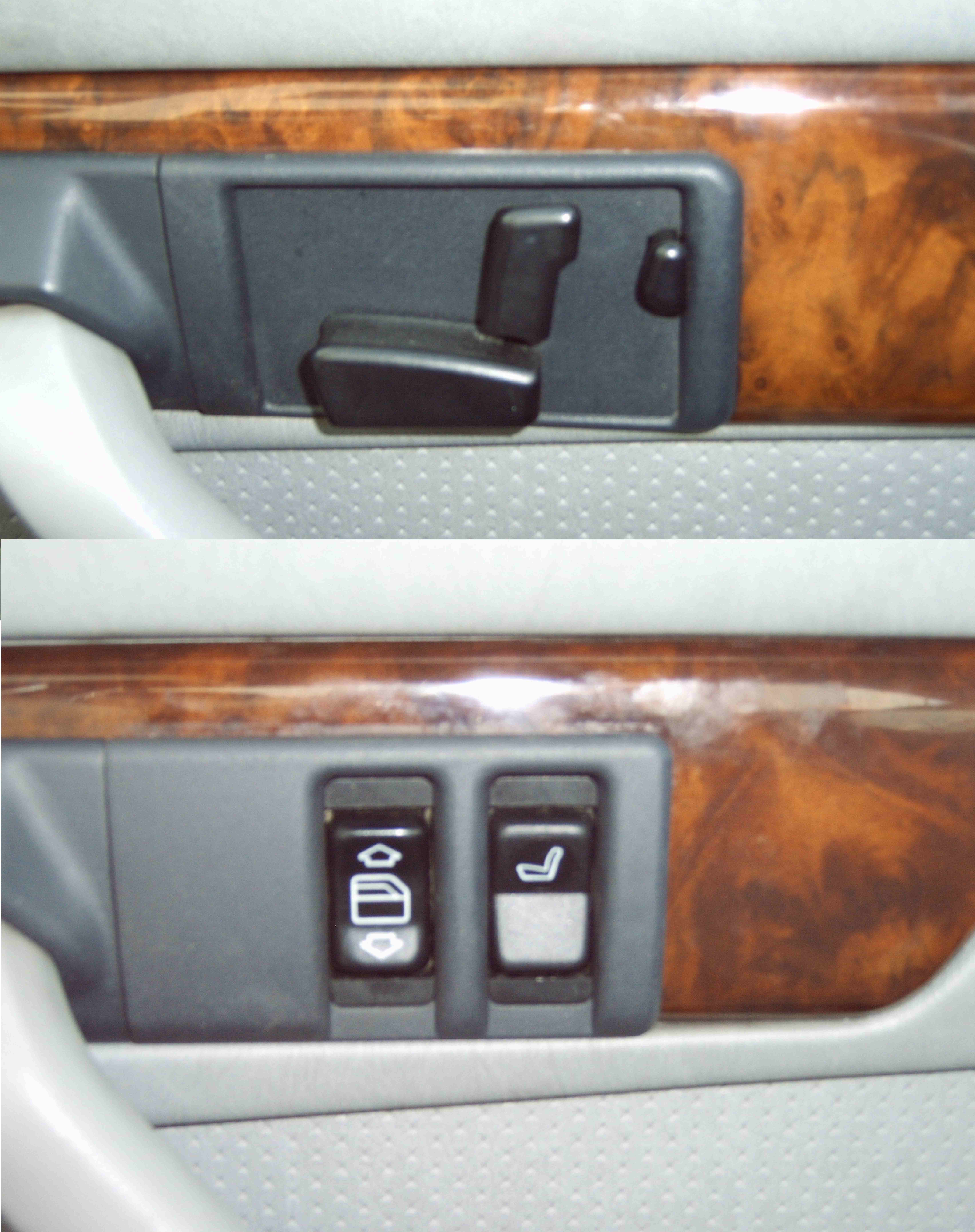
W126 スイッチ類（上の写真-前席,下の写真-後席）

W126はボディ形状に空力的なリファインを施した最初の高級車である。先代W116の持つ高度な走行性能や快適性、徹底した安全性を引き継ぐとともに、オイルショック後の時代背景を受け、省エネルギーと環境保護を念頭に置き開発された。W116と比べ車幅を縮小し軽量化した車体を持つ。

### 外装
- 空力性能に優れる。空気抵抗係数（Cd値）は0.35～0.37と、W116から約14％も削減され、当時としては極めて低い。ただし一方で、前後方向の空力性能を優先したために横風に弱いという評価もある。
- バンパーはW116のクロームメッキスチールのダブルバンパーから、初の合成樹脂製一体成型バンパー（ポリウレタン製）に変更された。ボディサイドには「サッコプレート」と呼ばれるサイドプロテクターが装備された。この「サッコ」とは、当時のデザイナー、ブルーノ・サッコの名前から来ている。

### 視界
- 大型のレインランネルによって、走行中に後部へと流れた雨滴はボディとトランクリッドの隙間を流れるように誘導され、リアコンビネーションランプを汚さないように設計されている。また、Aピラー脇のレインランネルは雨天走行時、ワイパーが拭った雨滴がサイドの窓ガラスを汚すことを防止する。
- メルセデス・ベンツ初のコンシールドワイパー（ボンネット格納式ワイパー）。独特の動きをするワイパーは雨滴の78.5%を拭き取るとともに空力的配慮がなされ、高速走行時の浮きあがりを防止する。

### 灯火類
- 遠くからでも見やすく、周囲に意志を確実に伝えることができるよう、前後の灯火類（ウインカー、リアコンビネーションランプ）は大型かつシンプルな形状のものが採用されている。これらには凸凹がつけられており、悪天候時にレンズが泥や雪で汚れても、その凹みにより視認性が確保できるように配慮されている。
- 500SE/500SEL/560SE/560SELには、ヘッドライトに付着した汚れを落とすヘッドライトワイパーを標準で装備する。

### 内装
- 内装の仕立ては極めてシンプルかつ上質である。なかでもダッシュボードの設計やスイッチ・レバー類の配置は、使いやすさや操作ミス防止を最優先に設計されている。これは前モデル（W116）譲りであり、同クラスの高級車にありがちな過剰装飾やデザイン優先とは無縁である。そのため操作系は非常に分かりやすく、特にメーター類は各情報を確実に確認できるよう配慮されている。
- パワーシート装備。モデルによってはシートポジションのメモリー機能も装備。ドアノブの脇に配置されたスイッチはシート形状を模しており、直感的に操作できる。
- シートは基本フレームに金属スプリングを多用しサスペンション能力を持たせてある。馬の毛やココヤシ繊維などで覆われた多層構造である。
- 初期型のステアリングは大型（直径41cm）のものを採用している。因みに当時のメルセデスは数多くのモデルにこれと同じステアリングを採用していた。これはパワーステアリングの故障があっても、大きな入力が可能な大径ステアリングならば操作できるというもの。ただし後期型からは直径39cmの標準径に変更された。
- 上級グレードにはステアリングにエアバッグが搭載されたが、日本仕様では1987年まで火薬類取締法に抵触し、オプションのリストにすら存在しなかった（同様に本国では標準装備されていたプリテンショナー・テンションリデューサー機能付シートベルトも日本仕様は外されていた）。これらの装備が認可されるのは1987年になってからのことである。(1987年までは初期型からのステアリングであった。）
- 助手席エアバッグが採用されたファイナルモデルの560SELの場合、助手席のグローブボックスのスペースにエアバッグユニットを収めたため、グローブボックスが無くなり、代わりにセンターコンソールからつながる、運転席アームレスト下のトレイに鍵つきのシャッターを備えた小物入れが設定された。
- シート表面の素材は革とウールの2種類があった。

### 機関
- ステアリングにはボール・ナット式を採用している。
- サスペンションセッティングはロング版とショート版で異なる。また560SELには油圧式のセルフレベリングサスペンションが装備された。ショート版が本国と同様の固めのセッティングになっている。
- W116で登場したスペシャルモデル「450SEL 6.9」の直接の後継車は、W126では用意されていない。最上級車種は500SEL・560SELおよび500SE/560SE/500SEC/560SECとなる。

## 並行輸入
- 1980年代には正規ディーラー車以外に並行輸入車が多数存在した。これは排出ガス規制の関係上、並行輸入車のほうがディーラー車に比べパワーがあり安価であったことや、北米向けなどと同じように380までしか正規輸入しなかったため。ただし1989年からの後期モデルでは、正規輸入の日本仕様で触媒方式が変更され出力差が縮小しており、また並行輸入車は元より日本向けに仕様を合わせていないことから、オーバーヒートしやすい・部品が合わない・エアコンが弱い等の欠点があり、サービス面でも正規ディーラーからは敬遠され、販売台数は減少している。また、世界的にも前期モデルの並行輸入が多かった理由として本国向けには500が存在したものの、当時のメルセデスは北米でのCAFEや排気ガス規制対策で北米向けは380までしか輸出されていなかったため。

## モデル

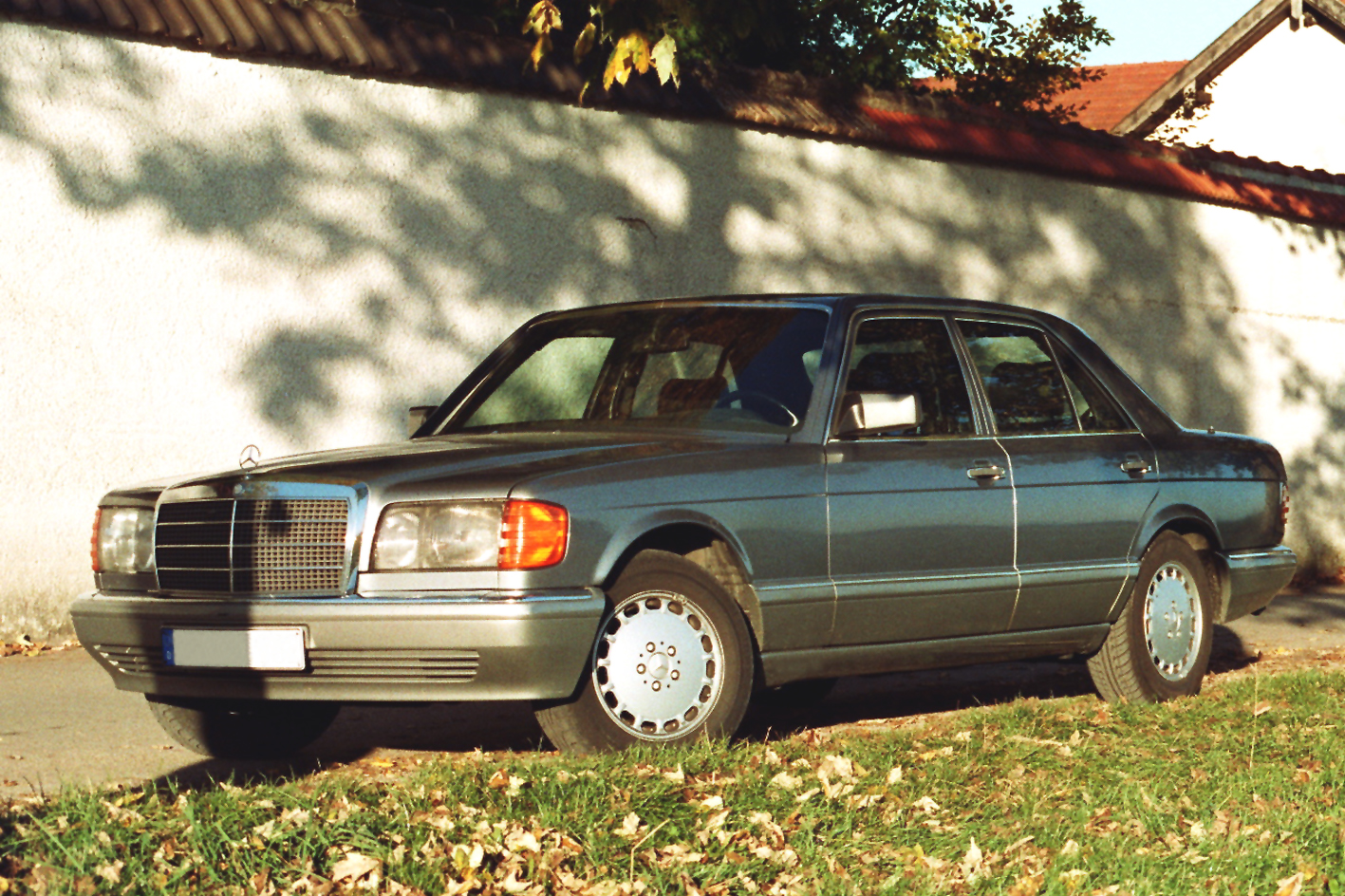
500SE

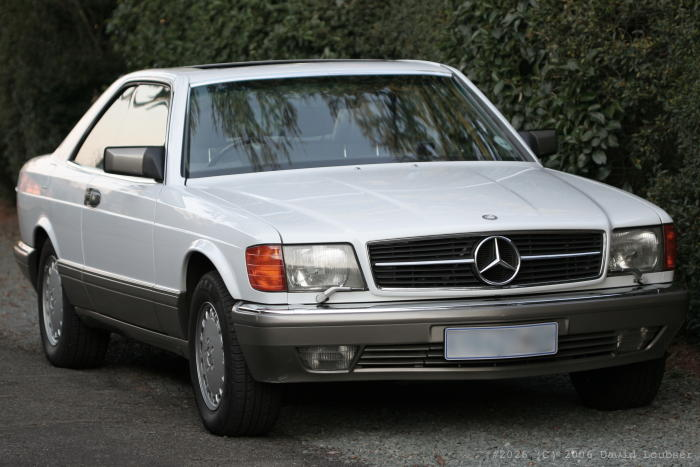
560SEC

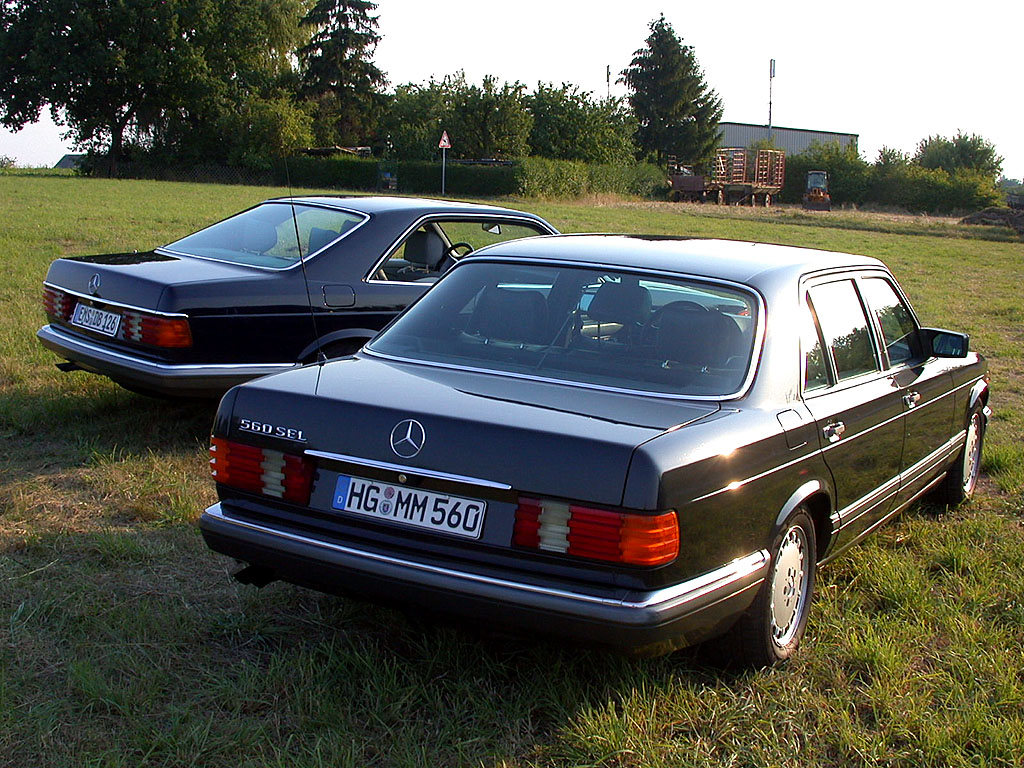
500SECと560SEL

### 日本での販売モデル（非正規輸入車含む）
- 280SE（直列6気筒 DOHC 2,746cc 185PS）
- 300SD（直列5気筒 SOHCターボディーゼル 2,998cc 125PS）
- 300SE（直列6気筒 SOHC 2,960cc 185PS）後期
- 380SEL（V型8気筒 SOHC 3,839cc 160PS）前期
- 380SELguard 【防弾車】（V型8気筒 SOHC 3,839cc 160PS）前期
- 380SEC（V型8気筒 SOHC 3,839cc 160PS）前期
- 420SEL（V型8気筒 SOHC 4,195cc 210PS/230PS）後期
- 500SE（V型8気筒 SOHC 4,973cc 255PS）後期
- 500SEL（V型8気筒 SOHC 4,973cc 199PS）
- 500SELguard【防弾車】（V型8気筒SOHC 4,973cc240ps）
- 500SEC（V型8気筒 SOHC 4,973cc 190PS）
- 560SEL（V型8気筒 SOHC 5,546cc 245PS/285PS）後期
- 560SELguard【防弾車】（V型8気筒 SOHC 5,546cc 285PS)
- 560SEC（V型8気筒 SOHC 5,546cc 245PS/285PS）後期
- AMG560SEL6.0‐4V（V型8気筒 DOHC 5,956cc 350PS）後期
- AMG560SEL6.0‐2V（V型8気筒 SOHC 5,956cc 320PS）後期
- AMG560SEL5.6‐2V（V型8気筒 SOHC 5,546cc 300PS）後期
- AMG560SEC6.0‐4V（V型8気筒 DOHC 5,956cc 350PS）後期
- AMG560SEC5.6‐2V（V型8気筒 SOHC 5,546cc 300PS）後期
- 1000SELcaratリムジン　(v型8気筒　SOHC 5,546cc300ps）
- 1000SELsgsリムジン　(v型8気筒 SOHC 5,546cc 300ps）
- 1000SELジェームズヤングリムジン　(v型8気筒SOHC 5,546cc 300ps）
- 1000SELトラスコリムジン(v型8気筒SOHC 5,546cc 300ps）
- 560SEL AMG リムジン(v型8気筒SOHC 5,546cc 280ps）

- 日本国内では300SEのみに右ハンドル仕様車が用意された。しかし560SELなどの右ハンドル仕様が（正規輸入・並行輸入ともに）少数販売されている。
ハイヤー業者などからのリクエストにより、300SEのロング版（300SEL）がヤナセの手により少数輸入販売されている。
日本では当時、金丸信、田中角栄等の大物政治家、多くの反社会組織幹部らが挙ってW126を使用した。また、F1ドライバーの間でも非常に人気があり、例えば、1983年のF1世界選手権では、ケケ・ロズベルグ、ニキ・ラウダ、ナイジェル・マンセルなど、35人のドライバーのうち20人がW126をプライベートで運転していた。ブラバム-BMWのドライバーとしてBMWからフラッグシップモデルであるBMW・745iを提供されたネルソン・ピケとチームメイトのリカルド・パトレーゼでさえ、チームのエンジンサプライヤーはメルセデスと直接競合していたが、ピケは500SELを、パトレーゼは500SEと500SECを個人的に愛用していた。

### 海外での販売モデル
- 1979-1985
- 280S／280SE／280SEL（アメリカを除く）
- 300SD（1981-1985 アメリカ、カナダ）
- 380SE／SEL／SEC
- 500SE／500SEL／500SEC（アメリカを除く）
- 1986-1992
- 260SE（アメリカを除く）
- 300SE／300SEL
- 300SDL（1986-1987）
- 350SD／350SDL（1990-1992）
- 420SE／420SEL／420SEC
- 500SE／500SEL／500SEC
- 560SE／560SEL／560SEC
※S、SE、SDは標準ホイールベースセダン、SEL、SDLはロングホイールベースセダン、SECはクーペモデル（現在のSクラスクーペ）

## 日本での価格設定
最終モデルに相当する1990年の正規販売価格（定価）は次の通りであった。いずれも消費税を含まない。
- 300SE  ：840万円
- 300SEL：960万円
- 380SE  ：1015万円
- 380SEL：1110万円
- 500SE  ：1210万円
- 500SEL：1255万円
- 560SEL：1355万円
- 560SEC：1465万円
- 1000SEL（25インチ延長モデル）：3800万円
- 560SEL防弾車：3800万円
- 1000SEL防弾車：7200万円

## 派生ボディモデル

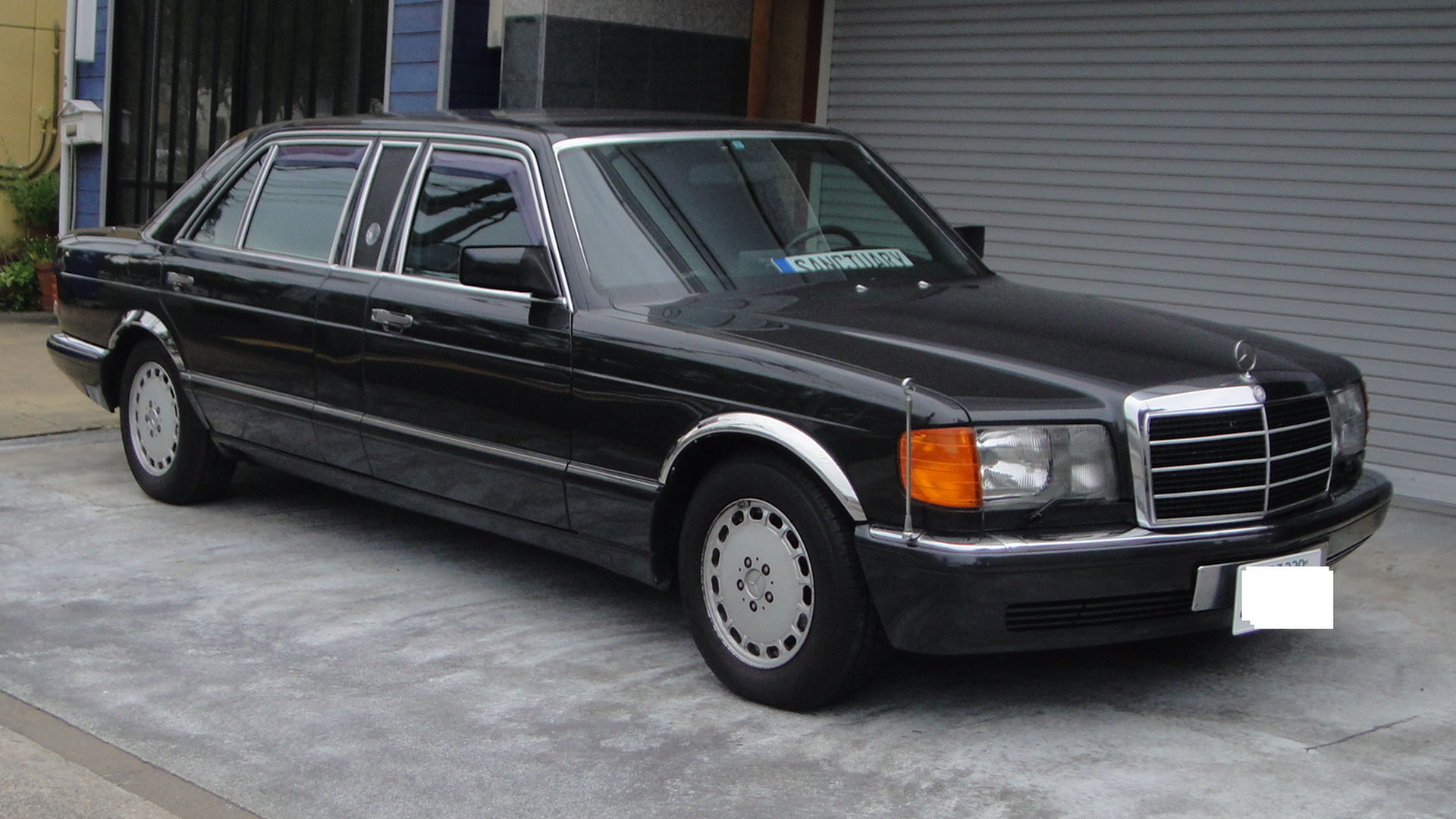
Trasco 1000SEL

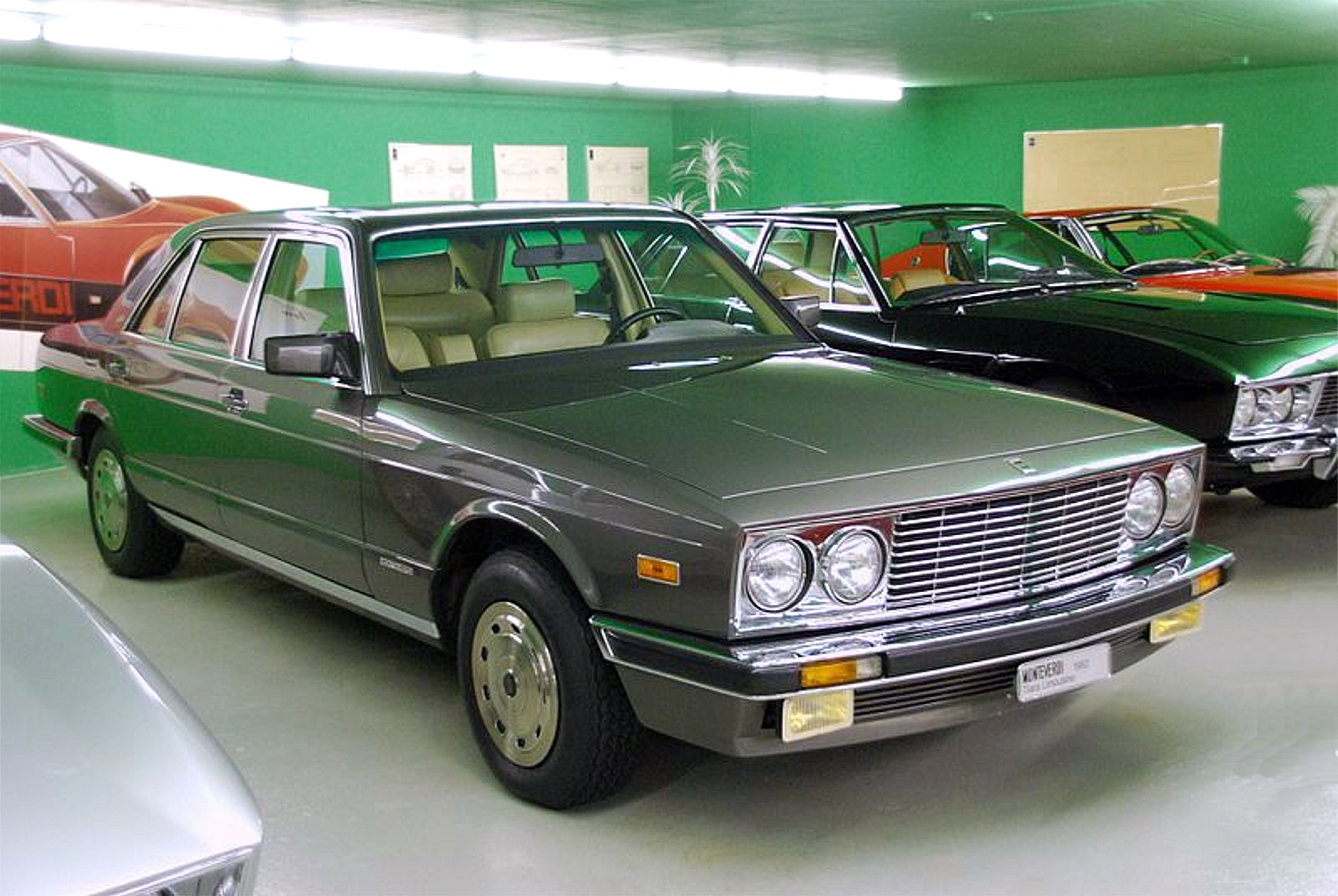
モンテヴェルディ・ティアラ

各国のコーチビルダーや車両改造業者による各種バージョンがある。リムジン、シューティングブレーク（ワゴンボディ）など。
スイスにかつて存在した高級車メーカーであるモンテヴェルディは、W126の前後デザインを変更しサッコプレートを取り外したモデルを「ティアラ」として発表している。また、キャラット社、トラスコ社など数多くのコーチビルダーが、ストレッチリムジン化や内装の擬装（テレビや時計、カルティエのシャンパングラスなど高級装飾品の装着）を行なった。なお、ボディ延長にも様々な手法があり、ボディを伸ばさずパーティションを装備したモデルもあった。また、これらは当時の好景気も乗じて日本にも多く輸入された。価格の相場は標準タイプの約倍の3,500万円から6,000万円程であった。
草間彌生は、かつてワゴンに改造した500SELを所有していた。